# Fukue-jima
Fukue-jima (japanisch 福江島) ist eine Insel im Süden Japans, die zu den Gotō-Inseln zählt.

## Geographie
Fukue-jima liegt etwa 100 km westlich von Nagasaki. Die Insel ist mit einer Fläche von 326,45 km² und einem Umfang von 322,1 km die größte der Gotō-Inseln. Der Tetegatake (父ケ岳) bildet mit 460,4 m die höchste Erhebung der Insel. Nach Stand der letzten Volkszählung 2020 hat Fukue-jima 31.970 Einwohner. Die Insel ist Teil der Stadt Gotō in der Präfektur Nagasaki. Teile der Insel gehören zum Saikai-Nationalpark.
| Jahr      | 1995   | 2000   | 2005   | 2010   | 2015   | 2020   |
| Einwohner | 45.310 | 43.331 | 40.322 | 36.979 | 34.268 | 31.970 |

## Kultur und Sehenswürdigkeiten

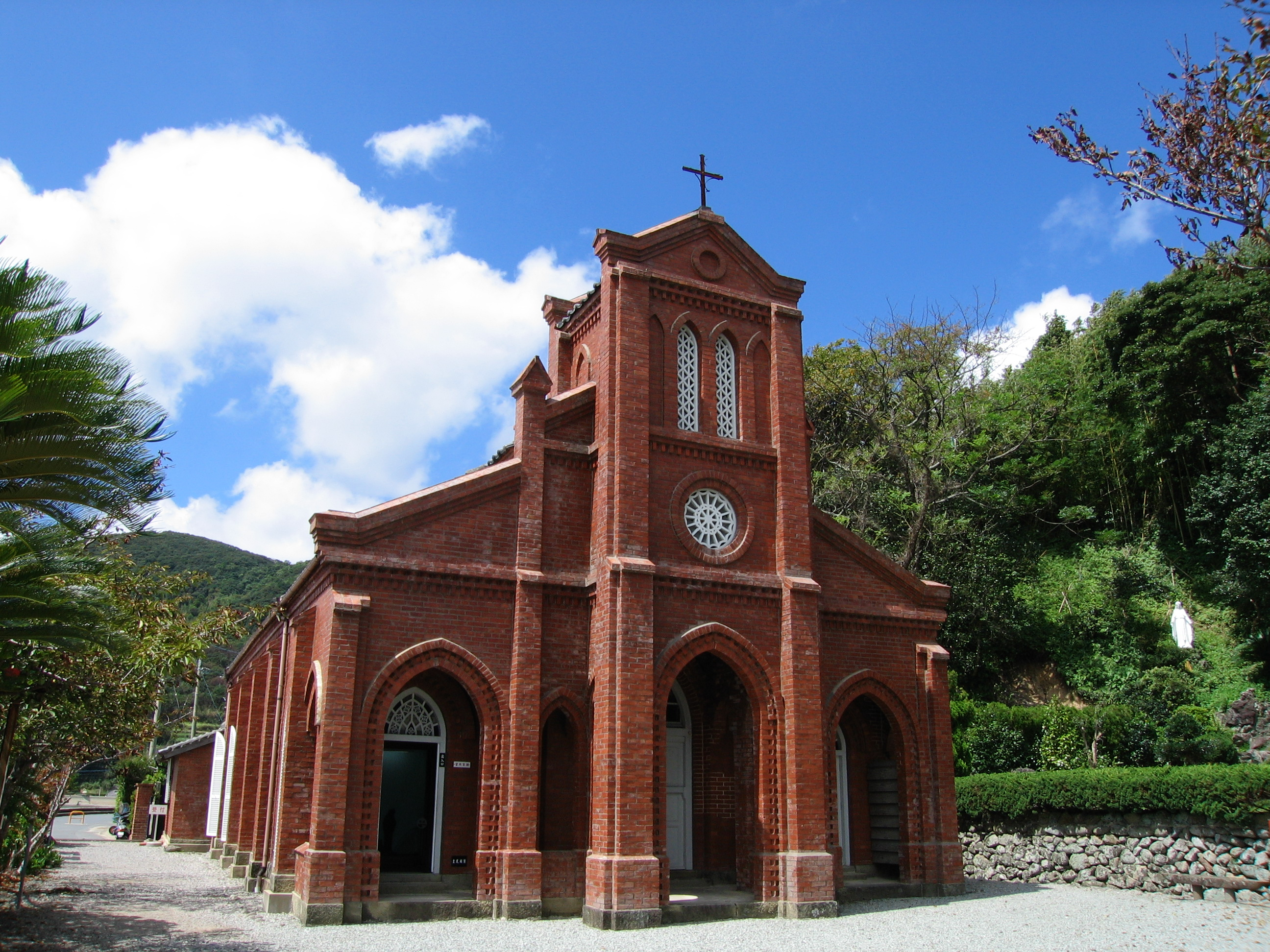
Dōzaki-Kirche

Auf Fukue-jima gibt es zahlreiche Kirchen, darunter beispielsweise die Dōzaki-Kirche (堂崎教).
In Gotō befindet sich die Ruine der Burg Fukue und an der westlichsten Landspitze der Insel liegt der Ōsezaki-Leuchtturm.
Ein 1951 ausgewiesenes Naturdenkmal der Präfektur Nagasaki auf der Insel ist ein Baum der Art Ficus superba mit einem Wurzelumfang von 15 m und einer Höhe von 10 m.

## Verkehr
Auf Fukue-jima befindet sich der Flughafen Gotō-Fukue. Mehrere Fährverbindungen bestehen zu benachbarten Inseln und Kyūshū.